# Tatjana Borissowna Jumaschewa

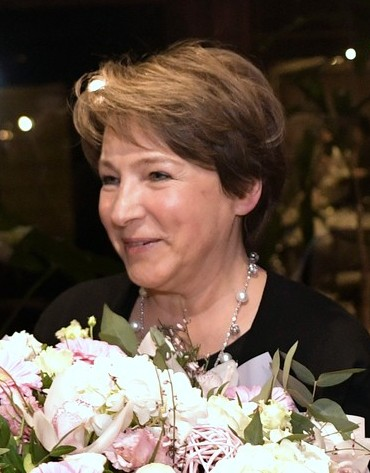
Tatjana Jumaschewa 2020

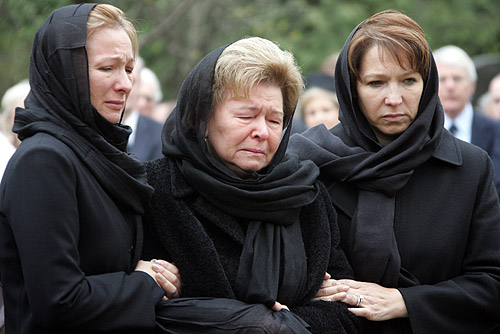
Tatjana Jumaschewa (rechts) und Naina Jelzina (Mitte) auf der Beerdigung von Boris Jelzin (2007)

Tatjana Borissowna Jumaschewa (russisch Татьяна Борисовна Юмашева, geborene Ельцина / Jelzina, in zweiter Ehe Дьяченко / Djatschenko; * 17. Januar 1960 in Swerdlowsk, heute Jekaterinburg) ist eine Tochter des ehemaligen russischen Präsidenten Boris Jelzin, die lange Zeit eine wichtige Rolle in seinem Beraterstab spielte.

## Leben
Während ihres Studiums der Mathematik und Kybernetik an der Lomonossow-Universität war sie von 1980 bis 1982 mit Wilen Airatowitsch Chairullin verheiratet; aus der Ehe ging ein Sohn hervor. Nach dem Abschluss ihres Studiums 1983 arbeitete sie bis 1994 als Programmiererin in der Ballistikabteilung des Konstrukteurbüros  Saljut. In zweiter Ehe mit dem Unternehmer Leonid Jurjewitsch Djatschenko verheiratet, wurde sie Mitte der 1990er Jahre ein zweites Mal Mutter und danach von ihrem Vater Jelzin zur persönlichen Beraterin während des Wahlkampfes 1996 ernannt.
Sie war anfangs auch Beraterin von Wladimir Putin, der sie 2000 entmachtete. Es wurde ihr vorgeworfen, zur Zeit Jelzins gemeinsam mit Boris Beresowski innerhalb der sogenannten Sieben-Bankiers-Bande großen Einfluss auf die Politik ihres Vaters ausgeübt und westliche Geldhilfen veruntreut zu haben.

## Privat
Im Oktober 2001 heiratete sie den ehemaligen Journalisten und ehemaligen Stabschef von Boris Jelzin Walentin Jumaschew und zog sich nach der Geburt einer Tochter im darauffolgenden Jahr aus der Politik zurück. Walentin Jumaschew verfasste Jelzins Memoiren und stieg 1997 zum Leiter der Russische Präsidialverwaltung auf. Tatjana Jumaschewa ist seit 26. November 2009 Staatsangehörige der Republik Österreich.